# 2. návštěvní expedice (ISS)
2. návštěvní expedice (rusky Вторая экспедиция посещения, ЭП-2) na Mezinárodní vesmírnou stanici (ISS) byla krátkodobá výprava tří kosmonautů – Viktora Afanasjeva, Claudie Haigneréové a Konstantina Kozejeva – na stanici, jejímž hlavním úkolem byla záměna lodi Sojuz sloužící jako záchranný člun pro stálou posádku stanice.

## Posádka

### Hlavní
- Viktor Afanasjev (4), velitel, Roskosmos (CPK)
- Claudie Haigneréová (2), palubní inženýr 1, ESA
- Konstantin Kozejev (1), palubní inženýr 2, Roskosmos (RKK Eněrgija)

V závorkách je uveden dosavadní počet letů do vesmíru včetně této mise.

### Záložní
- Sergej Zaljotin, velitel, Roskosmos (CPK)
- Naděžda Kuželná, palubní inženýr, Roskosmos (RKK Eněrgija)

## Průběh výpravy

### Přípravy
Dne 1. listopadu 2000 přistála na Mezinárodní vesmírné stanici (ISS) trojice kosmonautů Expedice 1. Toho dne začalo trvalé osídlení stanice lidmi. Základní posádky stanice byly tehdy (do havárie Columbie) střídány raketoplány, jako záchranné čluny jim sloužily lodě Sojuz. Sojuzy bylo nutno po půl roce střídat a provést střídání byl hlavní úkol krátkodobých návštěvních expedic. První střídání provedla na přelomu dubna a května 2001 1. návštěvní expedice, další bylo naplánováno na říjen 2001.
Z iniciativy francouzského ministra vědy dohodla francouzská kosmická agentura CNES s Roskosmosem zařazení francouzského kosmonauta do 2. návštěvní expedice. Francouzsko–ruská vesmírná mise dostala název Andromeda (francouzsky Andromède, rusky Андромеда)
Posádka pro expedici byla zformována v prosinci 2000 ve složení Viktor Afanasjev – zkušený veterán oddílu Střediska přípravy kosmonautů ruského vojenského letectva s více než 500 dny ve vesmíru, francouzská členka oddílu kosmonautů ESA Claudie André-Deshaysová (po svatbě s Jean-Pierre Haignerém v květnu 2001 Haigneréová) a nováček oddílu společnosti RKK Eněrgija Konstantin Kozejev. V lednu 2001 zahájila trojice výcvik ve Střediska přípravy kosmonautů (CPK) ve Hvězdném městečku.
Záložní posádku tvořili od května 2001 Sergej Zaljotin a Naděžda Kuželná.

### Průběh letu
Trojice Afanasjev, Haigneréová, Kozejev odstartovala do vesmíru 21. října 2001 z kosmodromu Bajkonur v lodi Sojuz TM-33. Po dvou dnech samostatného letu se 23. října v 10:44 UTC spojili se stanicí.
Po spojení kosmonauti vyložili náklad pro stanici a zahájili vědecký program. Claudie Haigneréová zahájila francouzské experimenty SPICA (Spectre de Particules et Influence sur les Composants Avanceés) sledující chování elektroniky v kosmickém prostředí a Aquarius – sledování vývoje obojživelníků v beztíži. Kozejev připravil experiment PKE (Plasma Kristall Experiment). Následující (čtvrtý den letu) kosmonauti zahájili experiment COGNI ověřující orientaci lidí ve stavu beztíže a věnovali se zkoumání vlivu mikrogravitace na lidský kardiovaskulární systém (francouzsko–ruský experiment Cardioscience). Pátý den letu proběhl rozhovor francouzské kosmonautky s ministrem pro vědu vlády Francie, poté se věnovala popularizaci letů do vesmíru při diskuzi se středoškoláky, rozhovor se studenty si zopakovala ještě sedmý den letu.

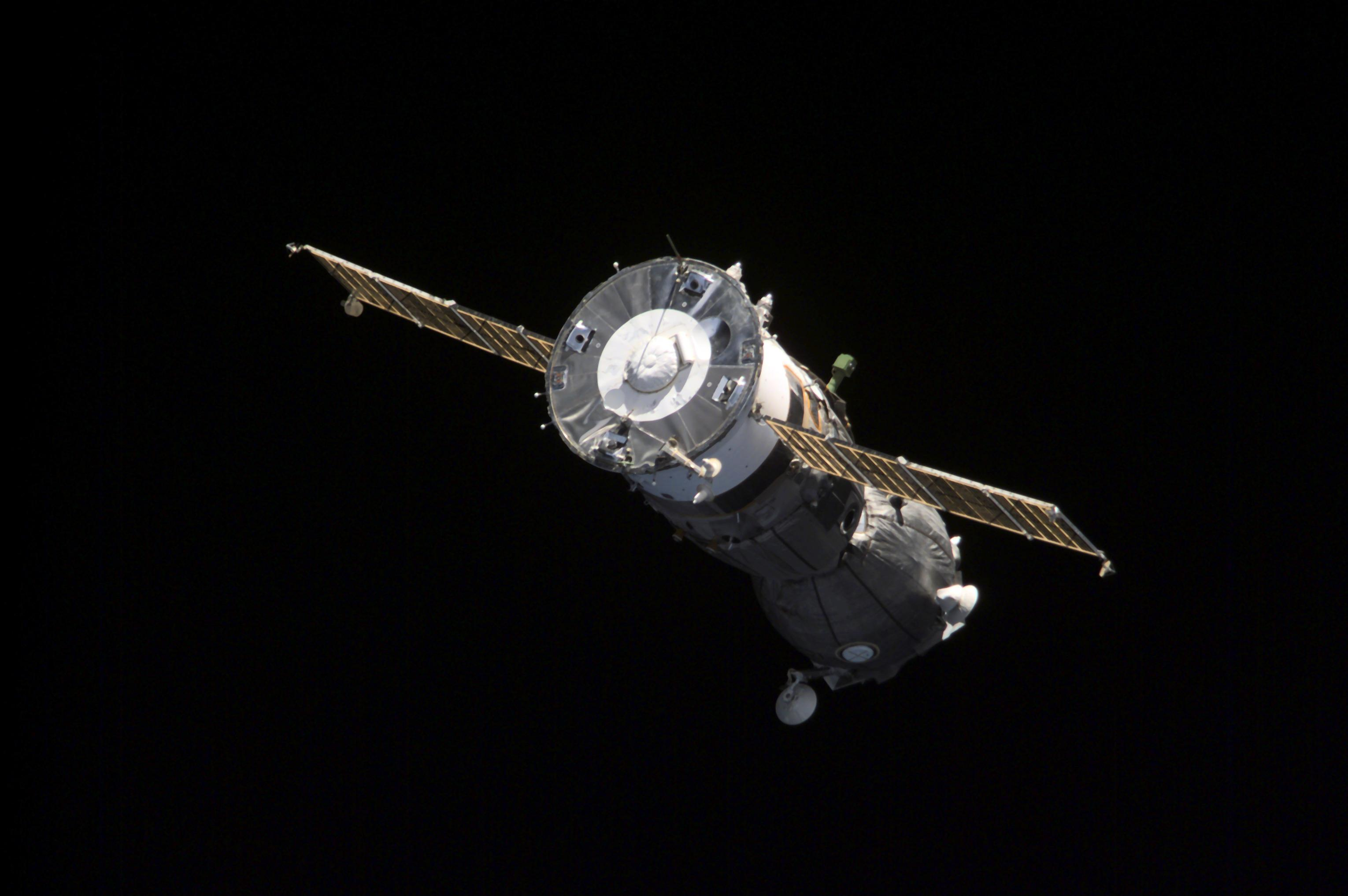
Druhá návštěvní expedice 31. října 2001 odlétá od ISS v Sojuzu TM-32

K dalším pokusům programu Andromeda patřilo sledování atmosféry a snímkování zemského povrchu při zkoumání ekologie Středomoří a subtropické Afriky v experimentu IMEDIAS (Images pour le Consortium Mediterranée et Afrique Subtropicale), snímkování blesků a světel v horních vrstvách atmosféry v experimentu LSO (Lightning and Sprite Observations), výroba bílkovinných monokrystalů v experimentu GCF (Granada Crystallization Facility). K drobnějším akcím patřilo zkoušení taštičky pro uložení drobných předmětů (pokus Mirsupio, raný prototyp taštičky byl ověřován už roku 1999 ještě na Miru).
Dne 31. října 2001 v 1:39 UTC se posádka 2. návštěvní expedice v Sojuzu TM-32 odpoutala od ISS a ve 4:59 UTC přistála v severním Kazachstánu.